# جون فرايدبيرغ
جون فرايدبيرغ (بالإنجليزية: John Friedberg)‏ هو مبارز بالسيف أمريكي، ولد في 9 مارس 1961 في بالتيمور في الولايات المتحدة.

## وصلات خارجية
- جون فرايدبيرغ على موقع أوليمبيديا (الإنجليزية)